# Timothy Baillie
Timothy Baillie, född 11 maj 1979, är en skotsk idrottare inom kanotslalom och tävlar för Storbritannien. Tim är född i Westhill (Aberdeenshire) och har tävlat sedan mitten av 00-talet. Tim har tillsammans med sin partner Etienne Stott vunnit två bronsmedaljer i VM (2009 samt 2011). 2012 vann de EM i Augsburg i C-2 lag. Samma år vann de guld i OS London 2012.